# Ninkovići
Ninkovići este un sat din comuna Žabljak, Muntenegru. Conform datelor de la recensământul din 2003, localitatea are 41 de locuitori (la recensământul din 1991 erau 54 de locuitori).

## Demografie
În satul Ninkovići locuiesc 40 de persoane adulte, iar vârsta medie a populației este de 52,0 de ani (45,2 la bărbați și 59,9 la femei). În localitate sunt 15 gospodării, iar numărul mediu de membri în gospodărie este de 2,73.
Populația localității este foarte eterogenă.
|  |

| Demografie | Demografie | Demografie |
| An         | Locuitori  | Locuitori  |
| ---------- | ---------- | ---------- |
|            |            |            |
|            |            |            |
|            |            |            |
|            |            |            |
| 1948       | 109        |            |
| 1953       | 121        |            |
| 1961       | 116        |            |
| 1971       | 95         |            |
| 1981       | 74         |            |
| 1991       | 54         | 54         |
| 2003       | 41         | 41         |

| \| Componența etnică conform recensământului din 2003[2] \| Componența etnică conform recensământului din 2003[2] \| Componența etnică conform recensământului din 2003[2] \| Componența etnică conform recensământului din 2003[2] \| Componența etnică conform recensământului din 2003[2] \| \| ----------------------------------------------------- \| ----------------------------------------------------- \| ----------------------------------------------------- \| ----------------------------------------------------- \| ----------------------------------------------------- \| \| \| \| \| \| \| \| Sârbi \| Sârbi \| \| 25 \| 60,97% \| \| Muntenegreni \| Muntenegreni \| \| 16 \| 39,02% \| \| necunoscută \| necunoscută \| \| 0 \| 0% \| |              |  |    |        |
| Componența etnică conform recensământului din 2003 |              |  |    |        |
| |              |  |    |        |
| Sârbi | Sârbi        |  | 25 | 60,97% |
| Muntenegreni | Muntenegreni |  | 16 | 39,02% |
| necunoscută | necunoscută  |  | 0  | 0%     |